# Тараканов, Василий Валерьевич
Василий Валерьевич Тараканов (род. 13 декабря 1966 года) — экономист, ректор Волгоградского государственного университета (2015—2020), профессор. Имеет более 70 научных работ по истории и экономике.

## Биография
- С 1988 года работает в системе высшего образования. До этого окончил Волгоградский государственный университет по специальности «История».
- В 1992 году получил степень кандидата экономических наук.
- С 1998 г. — проректор по финансово-экономической работе Волгоградского государственного университета.
- С мая 2009 г. — первый проректор в Волгоградском государственном университете.
- В 2010 году получил степень доктора экономических наук.
- С 1 апреля 2014 г. — исполняющий обязанности ректора Волгоградского государственного университета[2].
- С 14 января 2015 г. — ректор Волгоградского государственного университета[3].

С 2020 научный руководитель Фонда «Институт экономических и социальных исследований», г. Волгоград.

## Сфера научных интересов
Научные интересы Тараканова Василия Валерьевича связаны с модернизацией финансового механизма системы высшего профессионального образования, выявлением проблем, поиском путей их решений и перспектив развития. Василий Валерьевич является разработчиком концепций многоканального финансового обеспечения и налогового стимулирования деятельности учреждений высшего профессионального образования, а также системы оценки результативности расходования бюджетных средств. Василий Валерьевич Тараканов выступал координатором международных проектов, направленных на повышение уровня финансовой грамотности населения, а также совместных международных проектов ВолГУ с вузами Италии, Китая, Болгарии, Франции, Великобритании, Германии, США.
По данным вольного сетевого сообщества «Диссернет», являлся фигурантом диссертаций, которые содержат масштабные заимствования, не оформленные как цитаты

## Общественная работа
Василий Валерьевич Тараканов принимал участие в создании Стратегии развития Волгоградской области до 2025 года, Стратегии инновационного развития Волгоградской области до 2025 года, Программы антикризисных мер Волгоградской области на 2009—2012 гг., законодательных актов Волгоградской области и Волгограда по установлению налоговых льгот для учреждений высшего и среднего профессионального образования по уплате налога на прибыль, налога на имущество, транспортного и земельного налогов. Также является:
- Помощником депутата Государственной Думы Федерального собрания РФ;
- Помощником депутата Волгоградской областной думы;
- Председателем экспертно-консультативного совета Комитета по науке, образованию, культуре и внешним связям Волгоградской областной думы;
- Членом научно-технического экспертного совета при Главе Волгограда, член Экспертного совета Стратегического плана развития Волгограда.